# Taglish
Taglish, englog ou taglês é a altêrnancia de código linguístico e/ou mistura de códigos no uso do tagalo e inglês, as línguas mais comuns das Filipinas. As palavras Taglish e Englog são aglutinações das palavras Tagalog e English. O uso mais antigo da palavra Taglish data de 1973, enquanto a forma menos comum Tanglish é registrada em 1999.
Taglish é amplamente usado nas Filipinas, mas é usado também por filipinos em comunidades internacionais. Também existem diversas variantes, incluindo Coño English, Jejemon e Swardspeak.

## Descrição
Taglish é bastante difundido nas Filipinas e tem se tornado a lingua franca de facto entre os urbanizados e/ou classe média educada. É em grande parte considerado o "estilo normal e aceitável de conversa oral e em escrita" em contextos informais. É tão difundido que um falante não-nativo pode ser facilmente identificado por predominantemente falar tagalo, enquanto um falante nativo alternaria livremente entre o tagalo e inglês.
De acordo com a linguista Maria Lourdes S. Bautista, há dois tipos contrastantes de alternância de código nas Filipinas: impulsionado por deficiência e impulsionado por proficiência. A alternância de código por deficiência ocorre quando aqueles que não são competentes em uma língua sentem a necessidade de alternar à língua que lhes é mais familiar. Isso é mais comum entre crianças mais jovens, como no exemplo abaixo dado por Bautista:
| (inglês está em itálico; tagalo está em negrito.) Mother: Francis, why don't you play the piano for your grandmother? Francis: Mommy, I don't want to. It's so hirap eh. ([em tagalo] "porque é tão difícil.") |

Alternância de código por proficiência, por outro lado, ocorre quando uma pessoa é totalmente competente em ambas as línguas sendo usadas e conseguem alternar entre elas facilmente. Esse é o tipo principal de alternância de código nas ilhas. Esse exemplo é dado por Bautista, tirado de uma entrevista com a jornalista de televisão Jessica Soho:
| Sa GMA ’yung objectivity has become part na of the culture ([em tagalo] "Na GMA, objetividade já tem se tornado parte da cultura.") I can tell you with a straight face na wala kaming age-agenda ([em tagalo] "...que nós não temos nenhum tipo de agenda") – you know, make this person look good and that person look bad. It's really plain and simple journalism. Kung mayroon kang binira, kunin mo ’yung kabilang side ([em tagalo] "se você atacou alguém, então obtenha o outro lado") so that both sides are fairly presented. |

Alternância de código por proficiência é caracterizado pela alternância frequente da língua matriz (ML) entre tagalo e inglês, demonstrando a alta proficiência dos falantes em ambas as línguas. Há também uma ampla gama de estratégias involvidas, incluindo: a formação de verbos bilíngues com a adição de prefixos, sufixos, e infixos (e.g. Nagse-sweat ako = "eu estava suando"); alternando nos níveis morfológico, de palavra, frasal, ou clausal; e o uso de morfemas de sistemas (como clíticos, conjunções, etc.) dentro de trechos longos de conteúdo em ML; e até a inversão da ordem verbo–sujeito–objeto do tagalo à ordem sujeito-verbo-objeto do inglês.
De acordo com Bautista, o motivo para esse tipo de alternância de código é o que ela chama de "eficiência comunicativa" em que um falante pode "transmitir sentido usando os itens léxicos mais precisos, expressivos ou sucintos disponíveis a ele." A linguista Rosalina Morales Goulet também enumerou diversas razões por esse tipo de alternância de código. São eles: "para precisão, para transição, para efeito cômico, atmosférico, para ligar ou criar distância social, para apelo esnobe, e para sigilo."

## Características
Taglish era originalmente uma maneira de falar na Manila metropolitana envolvendo a mistura de tagalo/filipino einglês. No entanto, essa prática tem se espalhado a outras áreas onde ambos o inglês e o tagalo/filipino são falados, incluindo em áreas onde o tagalo não é a língua nativa. É caracteristicamente uma forma do tagalo/filipino que mistura palavras em inglês, onde o tagalo/filipino é o substrato e inglês é o superestrato. Além da alternância de código entre frases e clausas em tagalo "puro" e inglês, a fala Taglish também mistura códigos especialmente em frases que seguem as regras da gramática tagalo com sintaxe e morfologia tagalo, mas que ocasionalmente emprega substantivos e verbos ingles no lugar de seus equivalentes no tagalo. Exemplos:
| Inglês                             | Tagalo                                     | Taglish / Englog                          |
| ---------------------------------- | ------------------------------------------ | ----------------------------------------- |
| Could you explain it to me?        | Maaaring ipaunawà mo sa akin.              | Maaaring i-explain mo sa akin.            |
| Could you shed light on it for me? | Pakipaliwanag mo sa akin.                  | Paki-explain mo sa akin.                  |
| Have you finished your homework?   | Natapos mo na ba ang iyong takdáng-aralín? | Finished/Natapos na ba 'yung homework mo? |
| Please call the driver.            | Pakitawag ang tsuper.                      | Pakitawag ang driver.                     |

Verbos do inglês e até alguns substantivos podem ser empregados como radicais de verbos no tagalo. Isso é feito pela adição de um ou mais prefixos ou infixos e pela duplicação do primeiro som da forma inicial do substantivo ou verbo, consistetne com a morfologia tagalo mas usualmente retendo a grafia do inglês para os radicais.
O verbo do inglês drive pode ser mudado para a palavra tagalo magda-drive significando will drive (dirigirá) (usado no lugar da palavra em tagalo magmamaneho). O substantivo do inglês Internet pode também ser mudado para a palavra tagalo nag-Internet significando have used the Internet (ter usado a Internet).
Taglish também usa frases e palavras do inglês ou tagalo misturadas. As conjunções usadas para conectá-las pode vir de qualquer um dos dois. Alguns exemplos são:
| Inglês                                        | Tagalo                                             | Taglish / Englog                                  |
| --------------------------------------------- | -------------------------------------------------- | ------------------------------------------------- |
| I will shop at the mall later.                | Bibilí ako sa pámilihan mámayâ.                    | Magsya-shopping ako sa mall mámayâ.               |
| Have you printed the report?                  | Nailathala/Naiimprenta mo na ba ang ulat?          | Na-print mo na ba ang report?                     |
| Please turn on the aircon.                    | Pakibuksán iyong érkon.                            | Paki-on 'yung aircon.                             |
| Take the LRT to school.                       | Mag-tren ka papuntáng paaralán/eskuwela.           | Mag-LRT ka papuntáng school.                      |
| I cannot understand the topic of his lecture. | Hindi kó maíntindihán ang paksâ ng pagtuturò niya. | Hindi kó ma-understand ang topic ng lecture niya. |
| Could you fax your estimate tomorrow.         | Pakipadalá na lang ng tantiyá mo sa akin bukas.    | Paki-fax na lang ng estimate mo sa akin bukas.    |
| Eat now or else, you will not get fat.        | Kumain ka na ngayon, kundi, Hindi ka tátabâ.       | Eat now or else, hindi ka tátabâ.                 |

Por causa de sua natureza informal, prescritivistas do inglês e tagalo desencorajam seu uso.
Existem exemplos de livros contemporâneos em Taglish: o romance de aventura Bullet With A Name (2018) por Kirsten Nimwey, o romance Aeternum Dream (2018) por Harkin Deximire, e mais.

## Formas

### Swardspeak
Swardspeak é um tipo de gíria LGBT usado pela demografia LGBT das Filipinas. É uma forma de gíria que usa palavras e termos primariamente do inglês filipino, tagalo/filipino, e/ou cebuano e hiligaynon, e ocasionalmente, também, o japonês, coreano, chinês, sânscrito, ou outras línguas. Nomes de celebridades, personagens fictícios, e marcas também são usadas.

### Coño English
Coño English (em tagalo:  Konyo) ou Colegiala English (Espanhol: [koleˈxjala]) é um socioleto de Taglish/Englog que originou das gerações mais jovens de famílias afluentes em Manila. A palavra coño ou em tagalo:  konyo em si veio do espanhol. É uma forma de inglês filipino que mistura palavras tagalo/filipinas, onde em oposição ao Taglish, o inglês é o substrato e tagalo/filipino é o superestrato.
O aspecto mais comum do Coño English é a construção de verbos usando a palavra inglesa "make" com o radical de um verbo tagalo:
| Inglês                                | Tagalo                                       | Coño English                        |
| ------------------------------------- | -------------------------------------------- | ----------------------------------- |
| Let's skewer the fishballs.           | Tusukin natin ang mga pishbol.               | Let's tusok-tusok the fishballs.    |
| Tell me the story of what happened... | Ikuwento mo sa akin kung ano ang nangyari... | Make kuwento to me what happened... |

E adicionar as conjunções do inglês "like so" antes de usar um adjetivo tagalo para terminar a frase. Exemplos:
| Inglês                        | Tagalo                  | Coño English                  |
| ----------------------------- | ----------------------- | ----------------------------- |
| He stinks!                    | Ang baho niya!          | He's like so mabaho!          |
| We were all annoyed with him. | Kinaiinisan namin siya. | We're like so inis sa kaniya! |

Algumas vezes, interjeições tagalo como ano, naman, pa, na (ou nah), no (ou noh), a (ou ha), e (ou eh), e o (ou oh) são colocadas para adicionar ênfase. 'No/Noh / A/Ah (contrações em tagalo:  Ano) são usados para perguntas e são adicionados apenas ao final de uma frase. Ano, também é usado para perguntas e é colocado no começo ou no fim. Também pode ser usado como uma interjeição, no?, (igual ao espanhol ¿no? e ao alemão nicht?) e é pronunciado /no/ ou /nɔ/, com uma vogal pura em vez da semivogal do inglês, que mostra a influência do espanhol no filipino.
"E"/"Eh" (adicionado a respostas à perguntas) e "o"/"oh" (para afirmações) são usados para exclamações e são adicionados apenas ao começo. pa (lit. ainda) e na ('já, agora') podem ser colocados no meio ou no final. naman (partícula usada para suavizar solicitações ou dar ênfase) é posto em qualquer lugar.
| Inglês                                                                  | Tagalo                                                                    | Coño English                                                               |
| ----------------------------------------------------------------------- | ------------------------------------------------------------------------- | -------------------------------------------------------------------------- |
| I feel so hot already; please fan me now.                               | Naiinitan na ako; paypayan mo naman ako.                                  | I'm so init na; please paypay me naman.                                    |
| You wait here while I fetch my friend, all right?                       | Hintayin mo ako habang sinusundo ko ang kaibigan ko, a?                   | You make hintay here while I make sundo my friend, a?                      |
| What, you will still eat that apple after it already fell on the floor? | Ano, kakainin mo pa ang mansanas na'yan matapos mahulog na iyan sa sahig? | Ano, you will make kain pa that apple after it made hulog na on the sahig? |

Adjetivos são frequentemente substituídos com verbos tagalo. A língua também ocasionalmente usa palavras espanhóis ou empréstimos do espanhol do filipino/tagalo, como baño/banyo ("banheiro"),
tostado ("torrado") and jamón ("presunto").
| Inglês                    | Tagalo                                | Coño English                     |
| ------------------------- | ------------------------------------- | -------------------------------- |
| They're so competent!     | Magaling sila!                        | They're so galing!               |
| Where's the bathroom?     | Nasaan ang palikuran/banyo?           | Where's the baño?                |
| Keep my ham on the grill. | Itago mo lang ang hamon ko sa ihawan. | Make tago my jamón on the grill. |
| I want my ham toasted.    | Gusto kong tostado ang hamon ko.      | I want my jamón tostado.         |

A percepção de uma sonoridade feminina no Coño English faz com que falantes do gênero masculino algumas vezes usar excessivamente a palavra em tagalo:  pare para que soe mais masculino. Às vezes a palavra em tagalo:  tsong é usada em vez de pare ou juntamente a ela:
| Inglês                    | Tagalo                | Coño English                  |
| ------------------------- | --------------------- | ----------------------------- |
| Dude, he's so unreliable. | Pare, ang labo niya.  | Pare, he's so malabo, pare.   |
| Dude, he's so unreliable. | Tsong, ang labo niya. | Tsong, he's so malabo, tsong. |